# Fitzwilliam Museum
Fitzwilliam Museum er et universitetsmuseum med kunst og antikviteter på University of Cambridge. Det ligger på Trumpington Street overfor Fitzwilliam Street i det centrale Cambridge. Det blev grundlagt i 1816 på baggrund testamentet fra Richard FitzWilliam, 7. Viscount FitzWilliam (1745-1816), og det består af en af de bedste samlinger af antikviteter og moderne kunst i Vesteuropa. Samlingen består af over en halv million genstande og kunstværker og går fra antikken til moderne tid. Blandt skattende på museet er værker af Claude Monet, Picasso, Rubens, Vincent van Gogh, Rembrandt, Cézanne, Van Dyck og Canaletto, samt et relif fra Nimrud. Admission to the public is always free.
Museet er en del af University of Cambridge Museums og er et af de 16 Major Partner Museum grundlagt med Arts Council England til at lede udviklingen i museumssektoren.

## Direktører
- Sidney Colvin 1876–1884
- Sir Charles Walston 1883–1889
- John Henry Middleton 1889–1892
- Montague Rhodes James 1893–1908
- Sir Sydney Cockerell 1908–1937
- L. C. G. Clarke 1937–1946
- Carl Winter 1946–1966
- Sir David Piper 1966–1973
- Professor Michael Jaffé 1973–1990
- Simon Swynfen Jervis 1990–1995
- Duncan Robinson 1995–2007
- Timothy Potts[8] 2007–2012
- Tim Knox[9] 2012––2018
- Luke Syson[10] 2019–